# Cosmosoma melitta
Cosmosoma melitta là một loài bướm đêm thuộc phân họ Arctiinae, họ Erebidae.